# Associazione Sportiva L'Aquila 1979-1980
Questa voce raccoglie le informazioni riguardanti l'Associazione Sportiva L'Aquila nelle competizioni ufficiali della stagione 1979-1980.

## Stagione
Per l'Associazione Sportiva L'Aquila, la stagione 1979-1980 è stata la 1ª assoluta in Serie C2 (categoria creata solo l'anno prima) e la 20ª complessiva nel quarto livello del campionato di calcio italiano. Gli abruzzesi tornarono in Serie C dopo 10 anni passati tra i dilettanti, grazie al 2º posto ottenuto nel proprio girone della Serie D 1978-1979. Il club partecipa inoltre per la 1ª volta alla Coppa Italia Semiprofessionisti venendo però eliminato alla fase a gironi.
Con l'addio al calcio di Sergio Petrelli, giocatore-allenatore dei rossoblù nella parte finale della stagione precedente, il presidente Tonino Angelini decise di affidare la squadra a Carlo Orlando. Inserita nel girone C, insieme alle corregionali Avezzano, Francavilla, Giulianova e Lanciano, L'Aquila disputò un discreto torneo classificandosi in 8ª posizione. Nel girone di ritorno lo stadio Tommaso Fattori venne squalificato per due turni e i rossoblù furono costretti a disputare le partite casalinghe con Casertana e Avezzano rispettivamente a Sulmona e a Pescara.
Al termine della stagione Angelini lasciò la presidenza a Luigi Galeota.

## Rosa
| N. |                   | Ruolo | Calciatore             |
| -- | ----------------- | ----- | ---------------------- |
|    | Italia (bandiera) |       | Carosi                 |
|    | Italia (bandiera) | P     | Giorgio Casciarri      |
|    | Italia (bandiera) | P     | Alessio Cesareo        |
|    | Italia (bandiera) | C     | Valdo Cherubini        |
|    | Italia (bandiera) | C     | Antonello Ciocca       |
|    | Italia (bandiera) | C     | Luciano Del Pinto      |
|    | Italia (bandiera) | D     | Luciano Di Marcantonio |
|    | Italia (bandiera) | C     | Antonio Donatelli      |
|    | Italia (bandiera) | A     | Marco Fabrizi          |
|    | Italia (bandiera) | D     | Pietro Ferzoco         |
|    | Italia (bandiera) | A     | Salvatore Militello    |

| N. |                   | Ruolo | Calciatore          |
| -- | ----------------- | ----- | ------------------- |
|    | Italia (bandiera) | D     | Carlo Negri         |
|    | Italia (bandiera) | P     | Giuseppe Pacini     |
|    | Italia (bandiera) | A     | Giancarlo Pulitelli |
|    | Italia (bandiera) | C     | Ieso Rocca          |
|    | Italia (bandiera) | C     | Nicola Romanelli    |
|    | Italia (bandiera) | D     | Marco Scisciola     |
|    | Italia (bandiera) | D     | Mario Serafini      |
|    | Italia (bandiera) | D     | Renzo Tarantelli    |
|    | Italia (bandiera) | A     | Giuseppe Tofani     |
|    | Italia (bandiera) | P     | Emidio Verdecchia   |
|    | Italia (bandiera) | C     | Antonio Zuppa       |

## Risultati

### Serie C2

#### Girone di andata
| Pesaro 30 settembre 1979 1ª giornata | Vis Pesaro | 1 – 2 | L'Aquila | Stadio Tonino Benelli |

| L'Aquila 7 ottobre 1979 2ª giornata | L'Aquila | 2 – 1 | Banco di Roma | Stadio Tommaso Fattori |

| Lanciano 14 ottobre 1979 3ª giornata | Lanciano | 0 – 0 | L'Aquila | Stadio Cinque Pini |

| L'Aquila 21 ottobre 1979 4ª giornata | L'Aquila | 1 – 1 | Francavilla | Stadio Tommaso Fattori |

| Caserta 28 ottobre 1979 5ª giornata | Casertana | 1 – 1 | L'Aquila | Stadio Alberto Pinto |

| L'Aquila 4 novembre 1979 6ª giornata | L'Aquila | 1 – 1 | Palmese | Stadio Tommaso Fattori |

| Avezzano 11 novembre 1979 7ª giornata | Avezzano | 0 – 0 | L'Aquila | Stadio dei Marsi |

| L'Aquila 18 novembre 1979 8ª giornata | L'Aquila | 2 – 0 | Civitavecchia | Stadio Tommaso Fattori |

| Roma 25 novembre 1979 9ª giornata | ALMAS | 2 – 0 | L'Aquila | Stadio Sant'Anna |

| L'Aquila 2 dicembre 1979 10ª giornata | L'Aquila | 0 – 0 | Civitanovese | Stadio Tommaso Fattori |

| L'Aquila 9 dicembre 1979 11ª giornata | L'Aquila | 0 – 1 | Latina | Stadio Tommaso Fattori |

| Riccione 16 dicembre 1979 12ª giornata | Riccione | 1 – 2 | L'Aquila | Stadio Italo Nicoletti |

| L'Aquila 30 dicembre 1979 13ª giornata | L'Aquila | 2 – 1 | Giulianova | Stadio Tommaso Fattori |

| Formia 6 gennaio 1980 14ª giornata | Formia | 2 – 0 | L'Aquila | Stadio Nicola Perrone |

| Cassino 13 gennaio 1980 15ª giornata | Cassino | 0 – 0 | L'Aquila | Stadio Gino Salveti |

| L'Aquila 20 gennaio 1980 16ª giornata | L'Aquila | 1 – 1 | Osimana | Stadio Tommaso Fattori |

| Frascati 27 gennaio 1980 17ª giornata | Lupa Frascati | 1 – 0 | L'Aquila | Stadio VIII Settembre |

#### Girone di ritorno
| L'Aquila 3 febbraio 1980 18ª giornata | L'Aquila | 1 – 2 | Vis Pesaro | Stadio Tommaso Fattori |

| Roma 10 febbraio 1980 19ª giornata | Banco di Roma | 0 – 0 | L'Aquila | Centro sportivo Settebagni |

| L'Aquila 17 febbraio 1980 20ª giornata | L'Aquila | 1 – 1 | Lanciano | Stadio Tommaso Fattori |

| Francavilla al Mare 24 febbraio 1980 21ª giornata | Francavilla | 0 – 0 | L'Aquila | Stadio Valle Anzuca |

| Sulmona 2 marzo 1980 22ª giornata | L'Aquila | 0 – 0 | Casertana | Stadio Francesco Pallozzi |

| Palma Campania 9 marzo 1980 23ª giornata | Palmese | 2 – 0 | L'Aquila | Stadio comunale |

| Pescara 16 marzo 1980 24ª giornata | L'Aquila | 0 – 0 | Avezzano | Stadio Adriatico |

| Civitavecchia 23 marzo 1980 25ª giornata | Civitavecchia | 3 – 0 | L'Aquila | Stadio Giovanni Maria Fattori |

| L'Aquila 30 marzo 1980 26ª giornata | L'Aquila | 2 – 0 | ALMAS | Stadio Tommaso Fattori |

| Civitanova Marche 13 aprile 1980 27ª giornata | Civitanovese | 1 – 0 | L'Aquila | Stadio comunale |

| Latina 20 aprile 1980 28ª giornata | Latina | 4 – 0 | L'Aquila | Stadio Domenico Francioni |

| L'Aquila 27 aprile 1980 29ª giornata | L'Aquila | 1 – 0 | Riccione | Stadio Tommaso Fattori |

| Giulianova 11 maggio 1980 30ª giornata | Giulianova | 3 – 1 | L'Aquila | Stadio Rubens Fadini |

| L'Aquila 18 maggio 1980 31ª giornata | L'Aquila | 2 – 1 | Formia | Stadio Tommaso Fattori |

| L'Aquila 25 maggio 1980 32ª giornata | L'Aquila | 4 – 0 | Cassino | Stadio Tommaso Fattori |

| Osimo 1º giugno 1980 33ª giornata | Osimana | 0 – 0 | L'Aquila | Stadio Diana |

| L'Aquila 8 giugno 1980 34ª giornata | L'Aquila | 4 – 1 | Lupa Frascati | Stadio Tommaso Fattori |

### Coppa Italia Semiprofessionisti

#### Fase eliminatoria a gironi

##### Girone di andata
| L'Aquila ? 1979 1ª giornata | L'Aquila | 1 – 0 | Teramo | Stadio Tommaso Fattori |

| Giulianova ? 1979 2ª giornata | Giulianova | 1 – 0 | L'Aquila | Stadio Rubens Fadini |

##### Girone di ritorno
| Teramo ? 1979 4ª giornata | Teramo | 2 – 1 | L'Aquila | Stadio comunale |

| L'Aquila ? 1979 5ª giornata | L'Aquila | 1 – 0 | Giulianova | Stadio Tommaso Fattori |

## Statistiche

### Statistiche di squadra
| Competizione                    | Punti | In casa | In casa | In casa | In casa | In casa | In casa | In trasferta | In trasferta | In trasferta | In trasferta | In trasferta | In trasferta | Totale | Totale | Totale | Totale | Totale | Totale | DR |
| Competizione                    | Punti | G       | V       | N       | P       | Gf      | Gs      | G            | V            | N            | P            | Gf           | Gs           | G      | V      | N      | P      | Gf     | Gs     | DR |
| ------------------------------- | ----- | ------- | ------- | ------- | ------- | ------- | ------- | ------------ | ------------ | ------------ | ------------ | ------------ | ------------ | ------ | ------ | ------ | ------ | ------ | ------ | -- |
| Serie C2                        | 34    | 17      | 8       | 7       | 2       | 24      | 11      | 17           | 2            | 7            | 8            | 6            | 21           | 34     | 10     | 14     | 10     | 30     | 32     | -2 |
| Coppa Italia Semiprofessionisti | -     | 2       | 2       | 0       | 0       | 2       | 0       | 2            | 0            | 0            | 2            | 1            | 3            | 4      | 2      | 0      | 2      | 3      | 3      | 0  |
| Totale                          | -     | 19      | 10      | 7       | 2       | 26      | 11      | 19           | 2            | 7            | 10           | 7            | 24           | 38     | 12     | 14     | 12     | 33     | 35     | -2 |